# Shima Ryū
Shima Ryū (島 隆?  1823–1900
) (島 隆, 1823–1900) fue una japonesa  artista y fotógrafa pionera. Originaria de Kiryū, en la actual Prefectura de Gunma,  estudió en una escuela de arte en Edo (ahora Tokio) donde  conoció a Shima Kakoku (1827–1870), un compañero de estudios. Se casaron en 1855 y pronto empezaron a moverse por la Región de Kantō, posiblemente exponiendo sus obras a lo largo del camino.

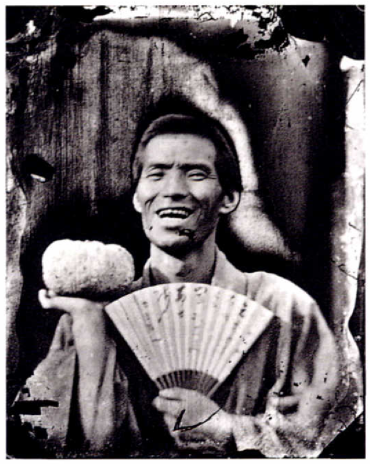
Una fotografía de colodión húmedo de Shima Kakoku realizada por su esposa, Shima Ryū en 1864. Se cree que es la primera fotografía tomada por una mujer japonesa.

En algún momento la pareja aprendió fotografía y en la primavera de 1864 Ryū fotografió a Kakoku, creando de este modo la fotografía más antigua que se conoce realizada por una mujer japonesa.
El negativo se encuentra en depósito en el Museo Histórico de Tojo, se conserva una impresión de positivo directo de colodión húmedo de este retrato en los archivos de la familia Shima y el Museo de Bellas Artes de Houston tiene una impresión a la albúmina.
La pareja Shima trabajó en un estudio fotográfico en Edo entre 1865 a 1867 aproximadamente, hasta que Kakoku aceptó un puesto de profesor en Kaiseijo. Tras la muerte de su marido en 1870, Ryū regresó a Kiryū donde  abrió su propio estudio fotográfico. Murió en 1900.